# DEL1Q21
DEL1Q21‏ (None) هوَ بروتين يُشَفر بواسطة جين DEL1Q21 في الإنسان.